# Liste der Ehrenbürger von Vilnius
Liste der Ehrenbürger von Vilnius beinhaltet 12 Personen, denen das Ehrenbürgerrecht von der litauischen Hauptstadt Vilnius verliehen wurde. Die meisten Ehrenbürger sind Politiker und Künstler.

## Liste
- 1995, Ronald Reagan, US-amerikanischer Politiker
- 1996, Jón Baldvin Hannibalsson, isländischer Politiker
- 2000, Mstislaw Leopoldowitsch Rostropowitsch, russischer Cellist, Dirigent, Pianist, Komponist und Humanist
- 2000, Kazimieras Vasiliauskas, katholischer Priester
- 2001, Dennis Hastert, US-amerikanischer Politiker
- 2001, Czesław Miłosz, polnischer Autor
- 2002, Justinas Marcinkevičius, Dichter
- 2003, Zbigniew Brzeziński, polnisch-US-amerikanischer Politologe
- 2006, Jonas Kubilius, Professor
- 2012, Algirdas Kaušpėdas, Architekt und Musiker
- 2013, Tomas Venclova, Publizist
- 2015, Algirdas Brazauskas, sowjetlitauischer KPdSU-Funktionär und Politiker
- 2017, Samuel Bak (* 1933), Maler aus Litauen, Überlebender des Holocaust